# 高柳滋仁
高柳 滋仁（たかやなぎ まさと）は、日本の男性アニメーション演出家、アニメーション監督。

## 来歴・人物
スタジオぴえろ（現・ぴえろ）の制作出身で、同社を退社後、フリーランスとなった。
監督としての代表作は、『ギャラクシーエンジェルシリーズ』である。

## 主な参加作品
1990年代
- 幽☆遊☆白書（1992年 - 1995年、制作進行）
- NINKU -忍空-（1995年 - 1996年、設定進行・絵コンテ・演出）
- みどりのマキバオー（1996年 - 1997年、絵コンテ・演出）
- 烈火の炎（1997年 - 1998年、絵コンテ・演出）
- MAZE☆爆熱時空（1997年、絵コンテ）
- ポポロクロイス物語（1998年、絵コンテ・演出）
- TRIGUN（1998年、監督補佐・絵コンテ・演出）
- カードキャプターさくら（1999年、絵コンテ・演出）

2000年代
- うちゅう人 田中太郎（2000年、絵コンテ・演出）
- 劇場版カードキャプターさくら 封印されたカード（2000年、絵コンテ・演出協力）
- ギャラクシーエンジェル（2001年、絵コンテ・演出）
- ぱにょぱにょデ・ジ・キャラット（2002年、監督・絵コンテ・演出）
- ギャラクシーエンジェルA（2002年、監督・絵コンテ）
- ギャラクシーエンジェルAA（2003年、監督・絵コンテ・演出）
- ギャラクシーエンジェルS（2003年、監督・絵コンテ）
- ギャラクシーエンジェルX（2004年、監督・絵コンテ）
- 姫様ご用心（2006年、監督・脚本・絵コンテ・演出）
- かなめも（2009年、監督・コンテ・演出）

2010年代
- 神のみぞ知るセカイ（2010年、監督・絵コンテ・演出）。
- 神のみぞ知るセカイII（2011年、監督）
- 東京ESP（2014年、監督・絵コンテ・演出）※オープニング映像とエンディング映像の演出も担当。
- だがしかし（2016年、監督・シリーズ構成・コンテ・演出）
- 血界戦線 & BEYOND（2017年、監督）
- この世の果てで恋を唄う少女YU-NO（2019年、絵コンテ）
- ダンベル何キロ持てる?（2019年、絵コンテ）

2020年代
- アクロトリップ（2024年、絵コンテ・演出）